# Obelisco de Pelotas
O Obelisco de Pelotas, também conhecido como Obelisco Republicano, é um monumento erigido em Pelotas, um município do estado brasileiro do Rio Grande do Sul.

## História
O obelisco foi erguido, em 1885, pelos membros do Partido Republicano de Pelotas em homenagem ao político, Domingos José de Almeida, que lutou pela instauração da República Rio-Grandense.

## Arquitetura
O monumento tem uma agulha piramidal com 9 metros de altura somando-se, ainda, mais dois metros da base, o que totaliza 11 metros seu material principal de construção é em alvenaria e ornamentado com placas de bronze que identificam os fins da ereção do monumento.